# Bảo tàng Bolesław Prus ở Nałęczów
Bảo tàng Bolesław Prus ở Nałęczów (tiếng Ba Lan: Muzeum Bolesława Prusa w Nałęczowie) là một bảo tàng tiểu sử và văn học, tọa lạc tại số 39 Phố Stanisława Augusta Poniatowskiego, Nałęczów, Ba Lan. Bảo tàng là một chi nhánh của Bảo tàng Quốc gia ở Lublin.
Phương châm hoạt động của Bảo tàng Bolesław Prus ở Nałęczów là thu thập các hiện vật, kỷ vật và tài liệu ghi lại cuộc đời và công việc của nhà văn Bolesław Prus nhằm bổ sung kiến thức về văn học Nałęczów, quảng bá các tác phẩm của nhà văn, đặc biệt nhấn mạnh vào mối quan hệ của Bolesław Prus với vùng Lublin quê hương ông và những gì ông đã đóng góp cho việc phổ biến các hoạt động của Trung tâm Y tế.

## Lược sử hình thành
Bảo tàng Bolesław Prus ở Nałęczów được thành lập vào năm 1961 theo khởi xướng của Giáo sư Tiến sĩ Feliks Araszkiewicz. Ban đầu, các bộ sưu tập của Bảo tàng được trưng bày trong các căn phòng của Cung điện Małachowski, Bolesław Prus từng sống ở đây trong giai đoạn 1882–1910. Từ tháng 12 năm 2017, trụ sở của Bảo tàng là tòa nhà nơi trước đây từng là một trại trẻ mồ côi được đặt theo tên của Adam Żeromski ở Phố Stanisława Augusta Poniatowskiego, được thành lập bởi Stefan Żeromski.